# Zaklęcie (retoryka)
Zaklęcie (łac. obsecrātiō, gr. δέησις déēsis) – figura retoryczna, rodzaj patetycznego wykrzyknienia; błaganie, zaklinanie, wyrażanie próśb wobec słuchaczy, osób mogących udzielić pomocy, bogów. 

## Przykłady użycia
- Lecz zaklinam – niech żywi nie tracą nadziei …, Juliusz Słowacki